# Julius Schmarje
Julius Schmarje (* 5. Juni 1844 in Moorrege; † 3. Dezember 1902 in Alsterdorf) war ein deutscher Autor und Lehrer.

## Leben

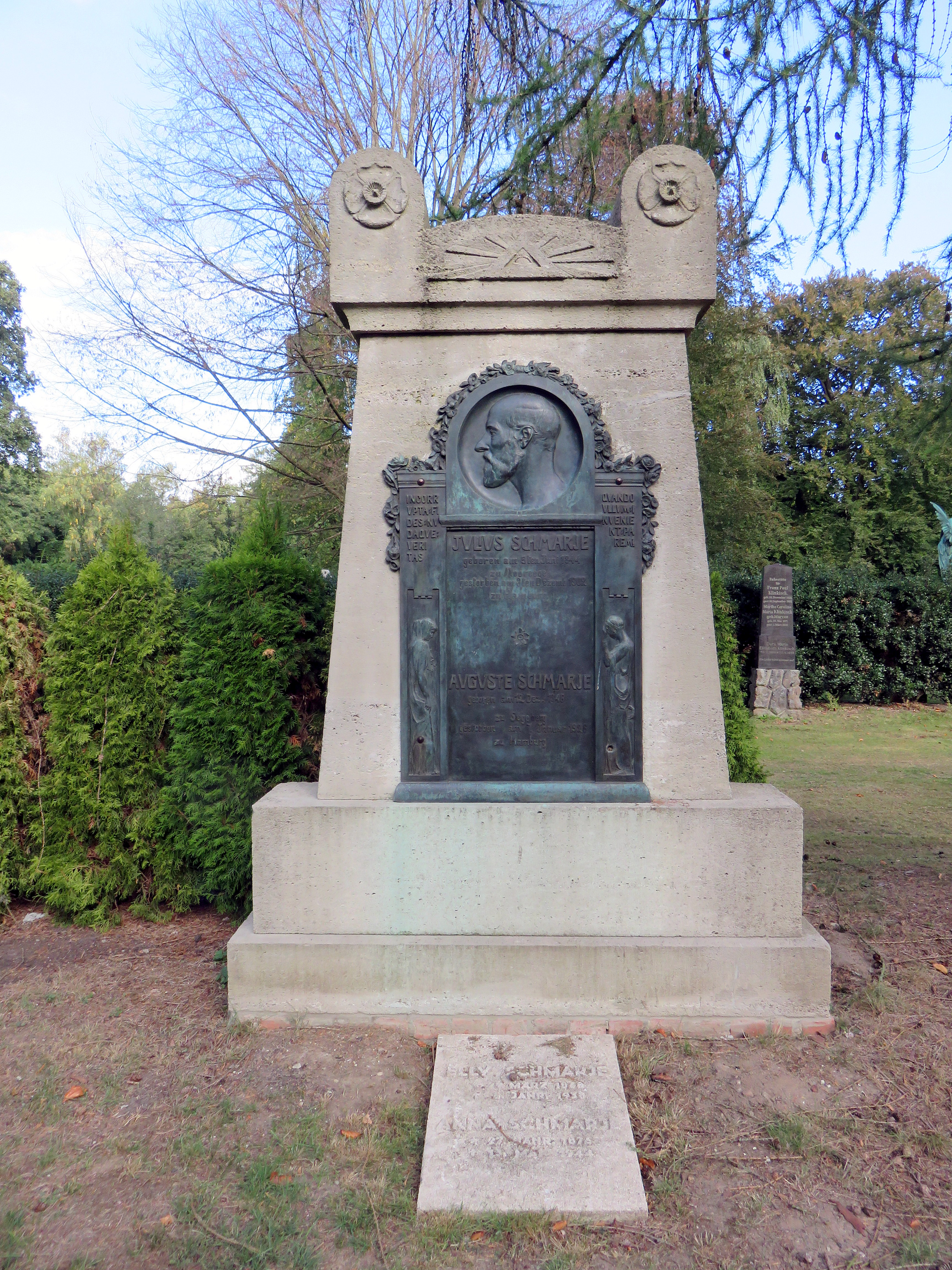
Grabmal Julius Schmarje von Walther Schmarje auf dem Friedhof Ohlsdorf

Schmarje war der Vater von Walther Schmarje (1872–1921). Schmarje war zunächst Gymnasiallehrer in Flensburg und Sonderburg. Ab 29. April 1875 war er erster Lehrer und Leiter (Anstaltsvorsteher) des Königlich-Preußischen Seminar, heute das Ludwig-Meyn-Gymnasium  in Uetersen. Julius Schmarje verfasste mehrere Bücher, sowie Abhandlungen über das Schulwesen in Hamburg, die auch in der Hamburgische Schulzeitung (1893–1918) erschienen.
Seine letzte Ruhestätte fand Schmarje auf dem Ohlsdorfer Friedhof, Planquadrat H 10 (oberhalb Rosengarten). Sein Grabmal wurde von seinem Sohn Walther erschaffen und ist eine Stele aus Muschelkalk mit Porträtmedaillon aus Bronze in Seitenansicht, das von einer Blütengirlande umgeben ist. Dieses Grabmal wird in einigen Kunstmagazinen gelegentlich als Gesamtkunstwerk betrachtet.

## Werke (Auswahl)
- Woran liegt es, daß die Volksschule ihr Ziel im deutschen Unterricht nicht erreicht? (1894)Digitalisat
- Was ist die Aufgabe des Religionsunterrichts in der Gegenwart? (1895)Digitalisat
- Rundschrift für die Schule bearbeitet (Heft 2 1920)
- Fibel und erstes Lesebuch Ausgabe A (Westphalen 1894)
- Fibel und erstes Lesebuch Ausgabe B (Westphalen 1895)